# Whataburger
Whataburger — американская частная региональная сеть ресторанов быстрого питания, базирующаяся в Сан-Антонио (штат Техас), специализирующаяся на гамбургерах. Первый ресторан сети был открыт Хармоном Добсоном и Полом Бёртоном 8 августа 1950 года в городе Корпус-Кристи (Техас). До 2019 года сеть принадлежала и управлялась семьей Добсон вместе с 25 франчайзерами. В 2019 году контрольный пакет акций был продан инвестиционной компании из Чикаго BDT Capital Partners, за Добсонами осталась незначительная часть акций. По состоянию на 2021 год в Юго-Восточном и Юго-Западном регионах США насчитывается более 840 ресторанов Whataburger.
В течение многих лет Whataburger был известен зданиями своих ресторанов в стиле A-frame house в апельсиновые и белые полосы. Первый ресторан A-frame был построен в Одессе (штат Техас) и теперь является исторической достопримечательностью.
Основные продукты компании включают «Whataburger», «Whataburger Jr.», «Justaburger», «Whatacatch» (рыбный сэндвич) и «Whatachick’n». Также есть меню завтрака.

## История

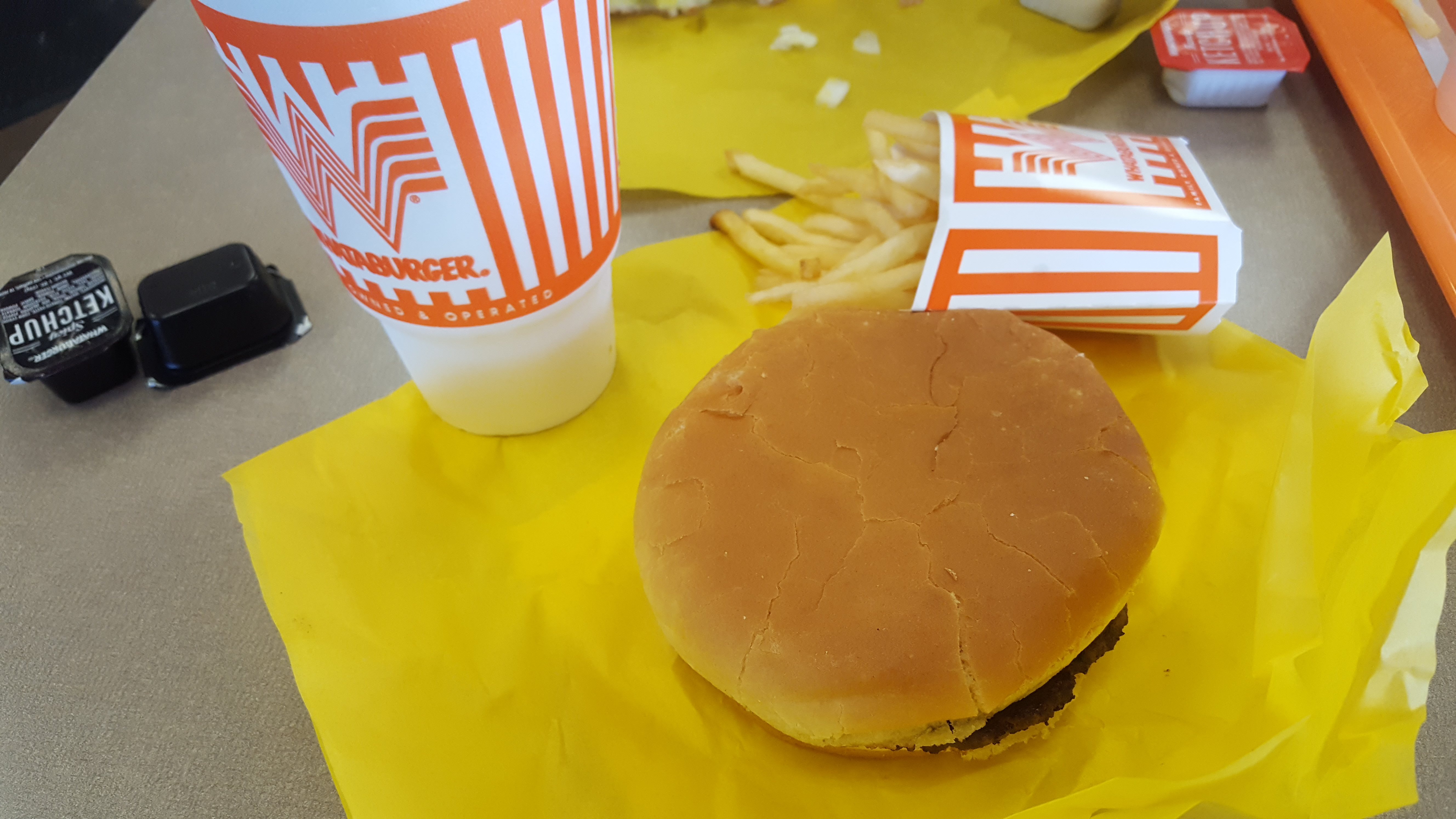
Whataburger, картофель фри и безалкогольный напиток в ресторане Whataburger в Колледж-Стейшен (Техас)

В 1950 году Хармон Добсон и Пол Бёртон решили открыть ресторан, специализирующийся на гамбургерах. Цель Добсона состояла в том, чтобы «сделать лучший гамбургер». В июне 1950 года он зарегистрировал товарный знак Whataburger. В августе того же года в Корпус-Кристи (штат Техас) на Эйерс-стрит, напротив колледжа Дел-Мар они открыли своё первое заведение, в котором продавались гамбургеры за 25 центов, а также напитки и чипсы.
Партнёрство Бёртона и Добсона продолжалось недолго и уже в 1951 году они разделили бизнес после споров о повышении Добсоном цены на гамбургер с 25 до 30 центов. Бёртон переехал в Сан-Антонио (штат Техас), где открыл свой ресторан Whataburger по франшизе. Вскоре цены на гамбургеры были повышены до 35 центов. В 1952 году Добсон открыл свой первый ресторан за пределами Корпус-Кристи, в Кингсвилле (Техас). В 1953 году Джо Эндрюс-старший стал первым владельцем франшизы, не являющимся основателем, открыв ресторан Whataburger в Алис (Техас). В 1959 году в Пенсакола (Флорида) открылся первый ресторан Whataburger за пределами Техаса.
К 1960 году рестораны Whataburger работали в трёх штатах, в Техасе, Флориде и Теннесси. В 1961 году Добсон открыл первый ресторан Whataburger оранжево-белом полосатом здании стиля A-frame в Одессе (Техас).
В 1962 году компания добавила в меню картофель фри и горячие пирожки. В 1963 году сеть вышла в Аризону и насчитывала 26 заведений. В 1965 году Whataburger ежедневно продавала 15 000 гамбургеров в районе Техасского побережья. В 1967 году компания заказала логотип компании «Flying W», а её сеть насчитывала до 40 ресторанов в четырёх штатах.
11 апреля 1967 года Добсон погиб в результате авиакатастрофы, компания перешла в собственность его вдовы Грейс. В 1969 году Грейс Добсон стала председателем правления.
В 1971 году компания открыла первый автомобильный ресторан, а в 1972 году 100-е заведение. В 1974 году дизайн A-frame был заменен на Modern A-Frame, чтобы разместить автомобили и большие столовые.
В 1980 году компания открыла свой 300-й ресторан. В 1982 году три заведения в Корпус-Кристи стали круглосуточными. В 1983 году компания добавила в меню завтраков бутерброды Whatachick’n и такитос. В 1987 году был открыт 400-й ресторан Whataburger, при этом расширению сети не помешало закрытие филиала в Калифорнии.

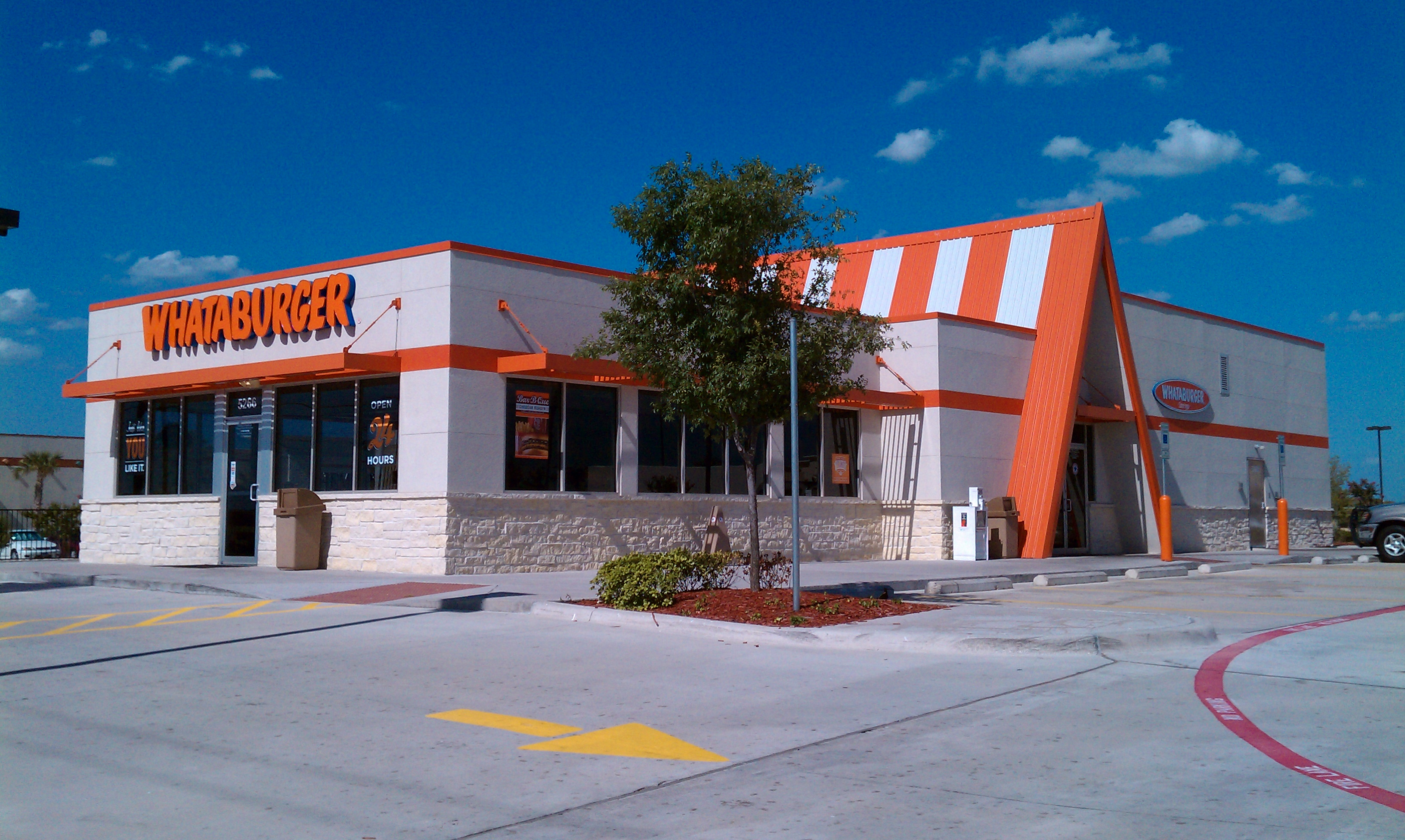
Whataburger во Фриско (Техас) открытый в 2008.

В 1993 году сын Хармона и Грейс Добсон, Том, стал генеральным директором и президентом компании. Было расширено меню, в которое включили пакеты Whatameal, печенье и бисквиты, а также куриные стрипсы. В 1995 году был открыт 500-й ресторан Whataburger и компания стала восьмой по величине сетью по продаже гамбургеров в стране.
6 мая 1999 года компания открыла «Whataburger by the Bay» на Shoreline Drive в Корпус-Кристи. Это самый большой ресторан сети площадью 560 м². Рядом с ним установлена бронзовая статуя Хармона Добсона в натуральную величину.

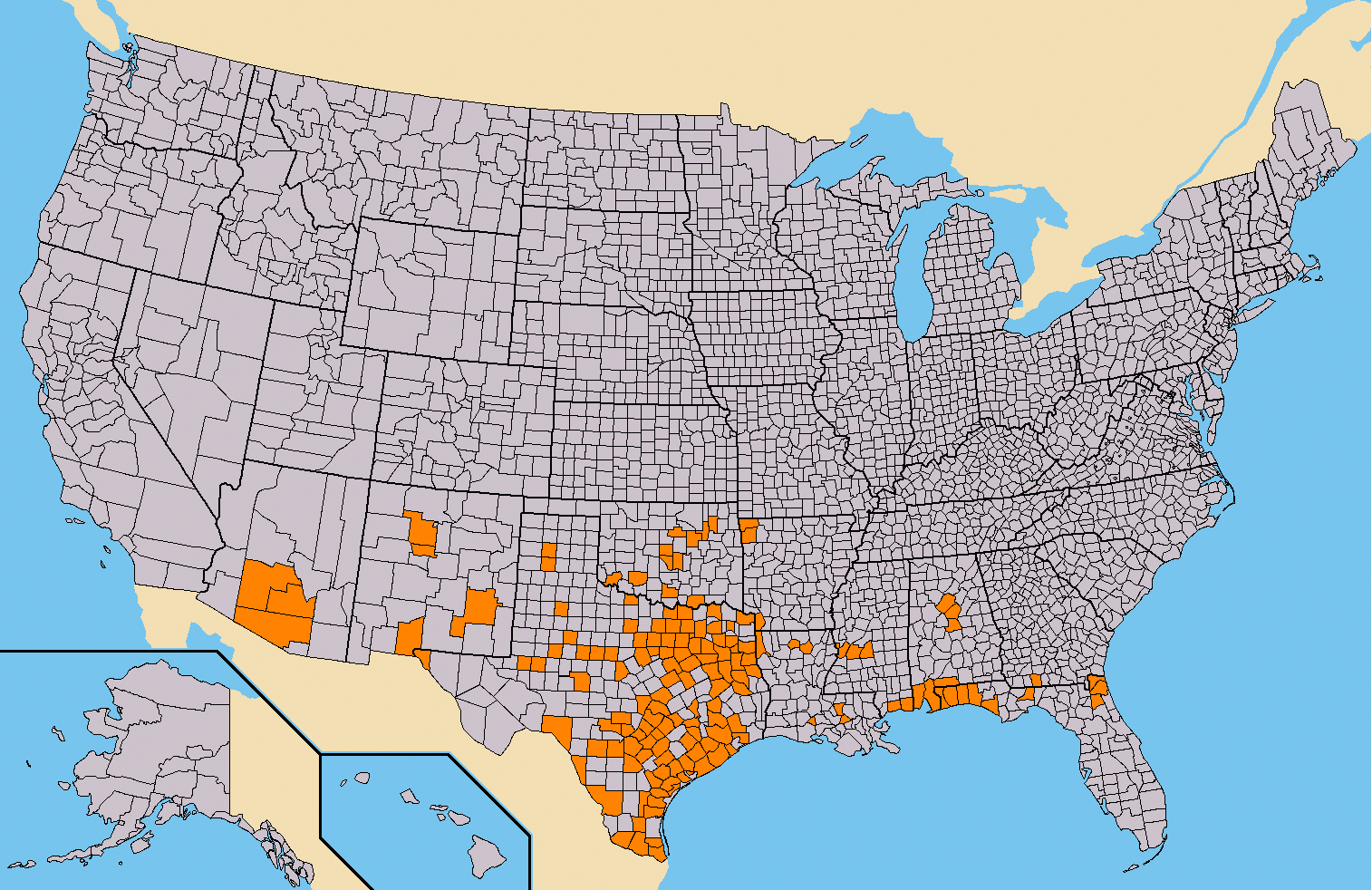
Округа США, по крайней мере, с одним рестораном Whataburger в 2017 году, по данным официального сайта компании.

8 августа 2000 года Whataburger, на тот момент насчитывавший 575 ресторанов, отпраздновал своё 50-летие. В 2001 году во время 77-й сессии Легислатуры Техаса был принят законопроект о том, что Whataburger является сокровищем Техаса. В 2007 году компания владела 700 ресторанами в десяти штатах, достигнув годового дохода в 1 млрд долларов.
В 2009 году компания Whataburger приобрела право наименования стадиона в Корпус-Кристи, на котором играют местная команда Младшей бейсбольной лиги Corpus Christi Hooks, фарм-клуба «Хьюстон Астрос», и бейсбольная команда местного филиала Техасского университета A&M.
К концу 2011 года в сети Whataburger работало 728 ресторанов в десяти штатах. Семья Добсона владеет 611 заведениями, оставшиеся 117 принадлежат и управляется примерно 25 франчайзерами.
8 августа 2015 года Whataburger отпраздновал своё 65-летие, предложив бесплатные обновления на Whatameals.
В 2019 году контрольный пакет акций был продан инвестиционной компании из Чикаго BDT Capital Partners, за Добсонами осталась незначительная часть акций.

## Сети с похожим названием
Whataburger иногда путают с сетью семейных ресторанов What-A-Burger, действующей в Виргинии, Северной и Южной Каролине. Долгое время обе компании сосуществовали параллельно, пока в 2002—2003 годах они не предъявили иск друг другу по поводу предполагаемого нарушения товарного знака. В 2004 году Апелляционный суд в конечном итоге решил, что у техасского Whataburger больше прав на товарный знак; но сеть из Вирджинии никоим образом не навредила гораздо большей сети, основанной на Техасе, и не вызвала какой-либо публичной путаницы.
В Северной Каролине действует ещё одна сеть с похожим названием, What-A-Burger Drive-In, которой по состоянию на март 2009 года принадлежало 6 ресторанов. Она не была стороной по иску, но в рамках судебных процессов также сохранила своё название.